# 特里·庫沙揚托
特里·庫沙揚托（1974年1月18日—），已退役印尼男子羽球運動員。他的名字有時寫為特里庫斯·哈揚托（Trikus Harjanto）。其子里汉·诺法勒·库沙尔扬托亦為羽球運動員。

## 選手生涯
特里·庫沙揚托是一名雙打選手，尤其在混合雙打比賽中表現優異。自1994年至2002年，他贏得了許多國際混合雙打冠軍，大部分與許一敏搭檔。主要包括泰國羽球公開賽（1994年、1996年）、印尼羽球公開賽（1995年至1999年、2001年）、新加坡羽球公開賽（1995年、1998年）、馬來西亞羽球公開賽（1996年、1998年、2000年）和中華台北羽球公開賽（2002年）等公開賽；以及羽球世界杯（1995年）、世界羽球大獎賽（1995年）、東南亞運動會（1995年）和亞洲羽球錦標賽（1996年）。
特里·庫沙揚托和許一敏並沒有在羽球三項最負盛名的個人球員錦標賽中奪冠：奧運會、世界羽球錦標賽和全英羽球公開錦標賽。他們在1997年全英賽事獲得亞軍，在1997年於蘇格蘭格拉斯哥舉行的IBF世界錦標賽獲得銅牌。在澳大利亞雪梨舉行的2000年奧運會上，他們在輸給中國選手張軍和高崚的一場非常接近的決賽后獲得銀牌。
雖然印尼羽球協會只是偶爾挑他參加男子雙打國際賽事，庫沙揚托仍然贏得幾個冠軍，尤其亞洲羽球錦標賽，他曾在2001年和2004年分別與邦邦·蘇普里昂托和西吉特·布迪亞托一起贏得冠軍。
作為印尼參加2002年湯姆斯盃代表隊的一員，他與哈林·哈里恩多的雙打組合幫助他的國家奪得了第13個世界團體冠軍。

## 主要比賽成績

### 奧運會和世錦賽參賽紀錄
|          | 搭檔            | 2004 |
| -------- | --------------- | ---- |
| 男子雙打 | 西吉特·布迪亚托 | 32強 |

## 外部連結
- 特里·庫沙揚托在世界羽球聯盟的登錄資料